# USS Hall (DD-583)
USS Hall (DD-583) là một tàu khu trục lớp Fletcher được Hải quân Hoa Kỳ chế tạo trong Chiến tranh Thế giới thứ hai. Nó là chiếc tàu chiến duy nhất của Hải quân Mỹ được đặt theo tên Đại úy Hải quân Elijah Hall (1742-1830), người phục vụ trong Hải quân Lục địa cùng Thiếu tướng Hải quân John Paul Jones. Nó hoạt động cho đến hết Thế Chiến II, được cho xuất biên chế năm 1946, rồi được chuyển cho Hy Lạp năm 1960 và hoạt động như là chiếc Lonchi (D56) cho đến năm 1990; cuối cùng nó bị tháo dỡ vào năm 1997. Hall được tặng thưởng tám Ngôi sao Chiến trận do thành tích phục vụ trong Thế Chiến II.

## Thiết kế và chế tạo
Hall được đặt lườn tại Xưởng hải quân Boston ở Boston, Massachusetts vào ngày 16 tháng 4 năm 1942. Nó được hạ thủy vào ngày 18 tháng 7 năm 1942; được đỡ đầu bởi bà Elizabeth Williams Greenleaf, chắt của Đại úy Hall; và nhập biên chế vào ngày 6 tháng 7 năm 1943 dưới quyền chỉ huy của Hạm trưởng, Trung tá Hải quân J. F. Delaney.

## Lịch sử hoạt động

### 1943
Hall khởi hành từ Boston, Massachusetts vào ngày 11 tháng 8 năm 1943 cho chuyến đi chạy thử máy huấn luyện dọc theo vùng bờ Đông Hoa Kỳ, rồi đi đến Norfolk, Virginia vào ngày 28 tháng 9. Nó lên đường đi Boston vào ngày 2 tháng 10 để hộ tống cho thiết giáp hạm Pháp Richelieu, quay trở về Norfolk ba ngày sau đó. Nó tiếp tục làm nhiệm vụ hộ tống tại khu vực giữa Norfolk và Boston, cho đến khi lên đường vào ngày 5 tháng 11 nhận một nhiệm vụ đặc biệt cùng các tàu khu trục Halligan và Macomb. Lực lượng gặp gỡ Iowa giữa Đại Tây Dương, khi chiếc thiết giáp hạm đang trên hành trình đưa Tổng thống Franklin D. Roosevelt cùng đoàn tùy tùng đi tham dự Hội nghị Teheran. Sau khi vượt đại dương an toàn, lực lượng hộ tống được tách khỏi nhiệm vụ gần Gibraltar vào ngày 17 tháng 11, làm nhiệm vụ hộ tống và tuần tra chống tàu ngầm ngoài khơi bờ biển Tây Phi cho đến ngày 6 tháng 12, khi họ gia nhập trở lại cùng Iowa cho chuyến quay trở về của Tổng thống và đoàn tùy tùng.

### 1944
Được lệnh đi sang khu vực Mặt trận Thái Bình Dương, Hall khởi hành từ Charleston, South Carolina vào ngày 21 tháng 12 năm 1943, và đi đến Trân Châu Cảng vào ngày 11 tháng 1 năm 1944. Đến ngày 22 tháng 1, nó rời vùng biển quần đảo Hawaii cùng Lực lượng Viễn chinh dưới quyền Chuẩn đô đốc Richmond K. Turner trong nhiệm vụ tấn công chiếm đóng quần đảo Marshall, một bước tiến lớn trong chặng đường hướng về Nhật Bản. Được phái đi cùng ba tàu tuần dương và ba tàu khu trục khác trong một nhiệm vụ đặc biệt nhằm phá hủy sân bay trên đảo Tarao trong cuộc tấn công, nó tham gia bắn phá hòn đảo này vào ngày 30 tháng 1, phá hủy một kho xăng dầu và nhiều khẩu đội pháo, cũng như bảo vệ các tàu chiến lớn trong cuộc bắn phá. Sau khi Tarao bị vô hiệu hóa, các con tàu hướng đến Kwajalein cho cuộc đổ bộ chính.
Hall thực hiện nhiều nhiệm vụ khác nhau trong Chiến dịch quần đảo Gilbert và Marshall kéo dài một tháng. Vào ngày 4 tháng 2, nó hỗ trợ cho cuộc đổ bộ lên đảo Burnet trong khuôn khổ Trận Kwajalein; và trong Trận Eniwetok vào ngày 18 tháng 2, nó bảo vệ cho cuộc đổ bộ lên đảo Engebi và bắn pháo hỗ trợ, rồi sau đó bắn pháo sáng hỗ trợ cho cuộc đổ bộ kéo dài trong các ngày 22 và 23 tháng 2 lên đảo Parry. Sau một chuyến khứ hồi hộ tống các tàu vận chuyển đến Trân Châu Cảng và quay trở lại từ ngày 29 tháng 2 đến ngày 26 tháng 3, chiếc tàu khu trục được phân công tuần tra và canh phòng máy bay tại khu vực Kwajalein. Vào ngày 4 tháng 4, đang khi tìm kiếm một phi công Thủy quân Lục chiến bị bắn rơi gần Wotje, nó bị nhắm bắn hai quả đạn pháo 6 inch suýt trúng từ một khẩu đội pháo phòng thủ duyên hải đối phương, khiến một thủy thủ thiệt mạng. Nó bắn trả trong khi vẫn tiếp tục tìm kiếm, và cuối cùng cứu được viên phi công. Nó tiếp tục công việc tại đây cho đến ngày 12 tháng 5, khi nó rời đảo san hô Majuro để đi Trân Châu Cảng, đến nơi vào ngày 18 tháng 5.
Hall sau đó gia nhập thành phần hộ tống một nhóm 12 tàu chở dầu hạm đội vốn có nhiệm vụ tiếp nhiên liệu cho các đơn vị thuộc Đệ Ngũ hạm đội trong Chiến dịch quần đảo Mariana và Palau. Nó thực hiện hai chuyến đi tiếp nhiên liệu từ Majuro đến quần đảo Mariana, rồi chuyển căn cứ hoạt động sang cảng Seeadler thuộc quần đảo Admiralty vào ngày 26 tháng 8 để bảo vệ cho các đơn vị tiếp nhiên liệu và vận chuyển thay thế trong các chiến dịch xâm chiếm quần đảo Caroline. Nó tiếp tục nhiệm vụ này cho đến ngày 24 tháng 11.
Khởi hành từ đảo Manus vào ngày 29 tháng 11, Hall đi đến vịnh Humboldt thuộc New Guinea để gia nhập Đệ Thất hạm đội, chuẩn bị cho việc tái chiếm Philippines. Nó hộ tống các đoàn tàu vận tải đổ bộ chở quân đi đến vịnh Leyte vào ngày 7 tháng 12, rồi khởi hành từ vịnh San Pedro bốn ngày sau đó để đi sang đảo Mindoro cùng Đội tấn công Mindoro. Khi các con tàu băng qua eo biển Surigao và tiến vào biển Sulu, họ thường xuyên bị máy bay đối phương không kích, nhưng các tàu hộ tống đã đánh trả thành công, bắn rơi bốn máy bay đối phương cho đến ngày 13 tháng 12. Đến ngày 15 tháng 12, nó cùng các tàu hộ tống đã hỗ trợ cho cuộc đổ bộ lên vịnh Mangarin. Khi máy bay Nhật Bản ném bom và bắn phá đợt đổ bộ đầu tiên, chiếc tàu khu trục đã tuần tra và cung cấp hỏa lực phòng không cho các tàu đổ bộ. Hỏa lực từ tàu chiến và máy bay tuần tra hỗ trợ đã bắn rơi 15 máy bay ném bom bổ nhào trong đợt đổ bộ ban đầu.

### 1945
Sau khi thực hiện hai chuyến đi hộ tống đến vịnh Leyte, Hall gia nhập lực lượng hỗ trợ dưới quyền Phó đô đốc Jesse B. Oldendorf để tham gia cuộc đổ bộ lên vịnh Lingayen. Lên đường vào ngày 30 tháng 12, nó băng qua biển Sulu để đi đến Luzon, và vào ngày 3 tháng 1 năm 1945, lực lượng tấn công chịu đựng nhiều đợt không kích phản công ác liệt, vốn bị đẩy lui bởi không quân và hỏa lực phòng không của các con tàu. Quân Nhật phản công không ngừng nghỉ, và các con tàu phải trực chiến hầu như liên tục trong bốn ngày. Máy bay tấn công tự sát Kamikaze đã đánh trúng tàu sân bay hộ tống Ommaney Bay (CVE-79) vào ngày 4 tháng 1, và con tàu hư hại nặng bị bỏ lại và bị hạm đội Hoa Kỳ đánh đắm bằng ngư lôi. Trong hai ngày tiếp theo, bất chấp hàng rào phòng thủ trên không và hỏa lực phòng không dày đặc, đối phương càng tăng cường không kích cảm tử, đánh trúng 16 tàu trong đó có các thiết giáp hạm California (BB-44) và New Mexico (BB-40).
Sau cuộc tấn công đổ bộ thành công lên vịnh Lingayen vào ngày 9 tháng 1, Hall tiếp tục hoạt động tại vùng biển ngoài khơi vịnh, nơi nó phục vụ như tàu hộ tống và bảo vệ. Vào ngày 29 tháng 1, nó quay trở lại Leyte trước khi lên đường đi Ulithi, nơi nó chuẩn bị cho chiến dịch tiếp theo tại Iwo Jima. Vào ngày 15 tháng 2 ở về phía Tây Saipan, chiếc tàu khu trục tham gia một đội hỗ trợ hỏa lực do soái hạm Texas (BB-35) dẫn đầu, và lên đường đi Iwo Jima. Lực lượng đi đến nơi hai ngày sau đó, nơi chiếc tàu khu trục tham gia cuộc bắn phá bờ biển và hỗ trợ cho hoạt động của các Đội phá hoại dưới nước cũng như hỗ trợ hỏa lực cho các tàu quét mìn, cho đến khi binh lính đổ bộ lên bờ vào ngày 19 tháng 2. Nó hoạt động tuần tra và hỗ trợ hỏa lực cho cuộc tranh chấp quyết liệt tại đây, cho đến khi quay trở về Ulithi vào ngày 12 tháng 3, nơi con tàu chuẩn bị cho cuộc đổ bộ tiếp theo lên Okinawa, trở ngại cuối cùng trước khi đặt chân lên chính quốc Nhật Bản.
Hall khởi hành đi Okinawa cùng Lực lượng Đặc nhiệm 54 vào ngày 21 tháng 3, và bắt đầu tuần tra ngoài khơi hòn đảo bị tranh chấp quyết liệt này từ ngày 25 tháng 3. Hỏa lực hải pháo của nó đã đánh đuổi hai xuồng phóng lôi Nhật Bản vào ngày 30 tháng 3, và bắn rơi hai máy bay vào ngày 6 tháng 4. Nó tiếp tục bảo vệ các tàu quét mìn bằng hải pháo, bảo vệ cho các đơn vị hạng nặng của hạm đội, và bắn pháo hỗ trợ lực lượng trên bờ cho đến khi nó lên đường đi Leyte vào ngày 28 tháng 5. Tuy nhiên chiếc tàu khu trục nhanh chóng quay trở lại khu vực chiến sự tại Okinawa vào ngày 13 tháng 6; và đến ngày 16 tháng 6, nó chứng kiến tàu khu trục Twiggs (DD-591) va phải một quả mìn, và đã nhanh chóng đi đến trợ giúp, vớt được 48 người sống sót khỏi mặt biển.
Hall rời Okinawa vào ngày 23 tháng 6 để quay về Hoa Kỳ; nó đang được đại tu tại San Pedro, California khi nhận được tin về việc Nhật Bản đầu hàng. Nó đi đến San Diego và được cho xuất biên chế vào ngày 10 tháng 12 năm 1946, được đưa về Hạm đội Dự bị Thái Bình Dương và neo đậu tại Long Beach, California. Con tàu được huy động trở lại vào ngày 2 tháng 12 năm 1959, và sau một giai đoạn huấn luyện, nó được chuyển cho Hy Lạp mượn trong khuôn khổ Chương trình Viện trợ Quân sự vào ngày 9 tháng 2 năm 1960.

### Lonchi(D56)
Con tàu được Trung tá Hải quân Hy Lạp C. Moschos tiếp nhận vào ngày 9 tháng 2 năm 1960 và phục vụ cùng Hải quân Hy Lạp như là chiếc Lonchi (D56). Nó ngừng hoạt động ngày 1 tháng 10 năm 1990 và bị tháo dỡ tại Aliağa, Thổ Nhĩ Kỳ vào năm 1997.

## Phần thưởng
Hall được tặng thưởng tám Ngôi sao Chiến trận do thành tích phục vụ trong Thế Chiến II.